# Тидери-Верђинина (Болоња)
Тидери-Верђинина (итал. Tideri-Verginina) је насеље у Италији у округу Болоња, региону Емилија-Ромања.
Према процени из 2011. у насељу је живело 6 становника. Насеље се налази на надморској висини од 917 м.